# Medalha Davy
A Medalha Davy é uma medalha de bronze concedida anualmente pela Real Sociedade de Londres, desde 1877, em reconhecimento a “descobertas recentes em qualquer ramo da química”. A medalha é acompanhada por um prémio monetário de mil libras.
O prémio foi instituído em homenagem a Humphry Davy (1778 - 1829), o inventor da lanterna Davy, que permitia o uso de uma luz produzida por uma chama em minas de carvão com gases inflamáveis, e descobridor de vários elementos químicos.
| Ano  | Laureado                                      | Citação | Referência                  |
| ---- | --------------------------------------------- | --- | --------------------------- |
| 1877 | Robert Bunsen e Gustav Kirchhoff              | "Por suas pesquisas e descobertas em análise espectral" | [ 3 ]                       |
| 1878 | Louis Paul Cailletet e Raoul Pictet           | "Por suas pesquisas conduzidas de forma independente, mas contemporaneamente, sobre a condensação dos chamados gases permanentes" | [ 4 ]                       |
| 1879 | Paul-Émile Lecoq de Boisbaudran               | "Pela descoberta do gálio" | [ 5 ]                       |
| 1880 | Charles Friedel                               | "Por suas pesquisas sobre os compostos orgânicos de silício e outras investigações" | [ 6 ]                       |
| 1881 | Adolf von Baeyer                              | "Por sua síntese de índigo" | [ 7 ]                       |
| 1882 | Dmitri Mendeleiev e Julius Lothar Meyer       | "Por sua descoberta das relações periódicas dos pesos atômicos" | [ 8 ]                       |
| 1883 | Marcellin Berthelot e Julius Thomsen          | "Por suas pesquisas em termoquímica" | [ 9 ]                       |
| 1884 | Adolph Wilhelm Hermann Kolbe                  | "Por suas pesquisas em isomerismo em álcoois" | [ 10 ]                      |
| 1885 | Jean Servais Stas                             | "Por suas pesquisas sobre os pesos atômicos" | [ 11 ]                      |
| 1886 | Jean Charles Galissard de Marignac            | "Por suas pesquisas sobre os pesos atômicos" | [ 12 ]                      |
| 1887 | John Alexander Reina Newlands                 | "Por sua descoberta da lei periódica dos elementos químicos" | [ 13 ] [ 14 ]               |
| 1888 | William Crookes                               | "Por suas investigações sobre o comportamento de substâncias sob a influência da descarga elétrica em alto vácuo " | [ 15 ]                      |
| 1889 | William Perkin                                | "Por suas pesquisas sobre rotação magnética em relação à constituição química" | [ 16 ]                      |
| 1890 | Emil Fischer                                  | "Por suas descobertas em química orgânica e especialmente por suas pesquisas sobre os carboidratos" | [ 17 ]                      |
| 1891 | Viktor Meyer                                  | "Por suas pesquisas sobre a determinação de densidades de vapor em altas temperaturas" | [ 13 ]                      |
| 1892 | François-Marie Raoult                         | "Por suas pesquisas sobre os pontos de congelamento das soluções e sobre as pressões de vapor das soluções" | [ 18 ]                      |
| 1893 | Jacobus Henricus van 't Hoff e Joseph Le Bell | "Em reconhecimento à introdução da teoria do carbono assimétrico e seu uso na explicação da constituição de compostos de carbono opticamente ativos" | [ 19 ]                      |
| 1894 | Per Theodor Cleve                             | "Por suas pesquisas sobre a química das terras raras" | [ 20 ]                      |
| 1895 | William Ramsay                                | "Por sua participação na descoberta do argônio, e por suas descobertas sobre os constituintes gasosos dos minerais terrestres" | [ 21 ]                      |
| 1896 | Henri Moissan                                 | "Para o isolamento do flúor, e a utilização do forno elétrico na preparação de metais refratários e seus compostos" | [ 22 ]                      |
| 1897 | John Hall Gladstone                           | "Por suas numerosas contribuições para a ciência química, e especialmente por seu importante trabalho na aplicação de métodos ópticos à química" | [ 23 ]                      |
| 1898 | Johannes Wislicenus                           | "Por suas contribuições para a química orgânica, especialmente no domínio do isomerismo estereoquímico" | [ 24 ]                      |
| 1899 | Edward Schunck                                | "Por suas pesquisas sobre garança, índigo e clorofila" | [ 25 ]                      |
| 1900 | Guglielmo Körner                              | "Por suas brilhantes investigações sobre a teoria da posição dos compostos aromáticos" | [ 26 ]                      |
| 1901 | George Downing Living                         | "Por suas contribuições para a espectroscopia" | [ 27 ]                      |
| 1902 | Svante Arrhenius                              | "Para a aplicação da teoria da dissociação à explicação da mudança química" | [ 28 ]                      |
| 1903 | Pierre Curie e Marie Curie                    | "Por suas pesquisas sobre rádio" | [ 29 ]                      |
| 1904 | William Henry Perkin, Jr.                     | "Por suas notáveis descobertas em química orgânica" | [ 16 ]                      |
| 1905 | Albert Ladenburg                              | "Por suas pesquisas em química orgânica, especialmente em conexão com a síntese de alcalóides naturais" | [ 30 ]                      |
| 1906 | Wilhelm Rudolph Fittig                        | "Por suas investigações em química, especialmente seu trabalho com lactona e ácidos" | [ 31 ]                      |
| 1907 | Edward Morley                                 | "Com base em suas contribuições para a física e química, e especialmente para suas determinações dos pesos atômicos relativos de hidrogénio e oxigénio" | [ 32 ]                      |
| 1908 | William Augustus Tilden                       | "Com base em suas descobertas na química, especialmente nos terpenos e nos calores atômicos" | [ 33 ]                      |
| 1909 | James Dewar                                   | "No terreno de suas pesquisas em baixas temperaturas" | [ 34 ]                      |
| 1910 | Theodore William Richards                     | "Com base em suas pesquisas sobre a destruição [sic] de pesos atômicos" | [ 35 ]                      |
| 1911 | Henry Edward Armstrong                        | "Com base em suas pesquisas em química orgânica e geral" | [ 16 ]                      |
| 1912 | Otto Wallach                                  | "Com base em suas pesquisas sobre a química dos óleos essenciais e das ciclo-olefinas" | [ 36 ]                      |
| 1913 | Raphael Meldola                               | "No terreno do trabalho em química sintética" | [ 16 ]                      |
| 1914 | William Jackson Pope                          | "Com base em suas importantes contribuições para a química estrutural e orgânica" | [ 37 ]                      |
| 1915 | Paul Sabatier                                 | "Por suas pesquisas sobre ação de contato e a aplicação de metais finamente divididos como agentes catalíticos" | [ 38 ]                      |
| 1916 | Henri Louis Le Châtelier                      | "Com base em sua eminência como químico" | [ 39 ]                      |
| 1917 | Albin Haller                                  | "Com base em suas importantes pesquisas no domínio da química orgânica" | [ 40 ]                      |
| 1918 | Frederick Kipping                             | "Com base em seus estudos no grupo da Cânfora e entre os derivados orgânicos do Nitrogênio e do Silício" | [ 41 ]                      |
| 1919 | Percy Faraday Frankland                       | "Com base no seu trabalho ilustre na química, especialmente na atividade óptica e na fermentação" | [ 42 ]                      |
| 1920 | Charles Heycock                               | "No terreno de seu trabalho em físico-química e mais especialmente na composição e constituição de ligas" | [ 43 ] [ 44 ]               |
| 1921 | Philippe-Auguste Guye                         | "Por suas pesquisas em físico-química" | [ 45 ]                      |
| 1922 | Jocelyn Field Thorpe                          | "Por suas pesquisas em química orgânica sintética" | [ 46 ]                      |
| 1923 | Herbert Brereton Baker                        | “Por suas pesquisas sobre secagem completa de gases e líquidos” | [ 47 ]                      |
| 1924 | Arthur George Perkin                          | "Por suas pesquisas sobre a estrutura das matérias corantes naturais" | [ 16 ]                      |
| 1925 | James Irvine                                  | “Por seu trabalho na constituição dos açúcares” | [ 48 ]                      |
| 1926 | James Walker                                  | "Por seu trabalho sobre a teoria da ionização" | [ 49 ]                      |
| 1927 | Arthur Amos Noyes                             | “Por seu trabalho em físico-química, especialmente no tema de soluções eletrolíticas” | [ 50 ]                      |
| 1928 | Frederick George Donnan                       | "Por suas contribuições para a físico-química e particularmente por sua teoria do equilíbrio da membrana" | [ 51 ]                      |
| 1929 | Gilbert Newton Lewis                          | "Por suas contribuições para a termodinâmica clássica e a teoria da valência" | [ 52 ]                      |
| 1930 | Robert Robinson                               | "Por seu trabalho sobre a constituição e síntese de produtos naturais; também por suas contribuições para a teoria das reações orgânicas" | [ 53 ]                      |
| 1931 | Arthur Lapworth                               | "Por suas pesquisas em química orgânica, particularmente aquelas ligadas ao tauomerismo e ao mecanismo das reações orgânicas" | [ 54 ]                      |
| 1932 | Richard Willstätter                           | "Por suas distintas pesquisas em química orgânica" | [ 55 ]                      |
| 1933 | William Hobson Mills                          | "Por suas pesquisas em química orgânica e por seu trabalho na síntese e propriedades dos corantes de Cianina, e mais especialmente por sua investigação de novos tipos de moléculas assimétricas" | [ 56 ]                      |
| 1934 | Norman Haworth                                | "Por suas pesquisas sobre a estrutura molecular dos Carboidratos" | [ 57 ]                      |
| 1935 | Arthur Harden                                 | "Por seu distinto trabalho em Bioquímica e especialmente por suas descobertas fundamentais na química da fermentação alcoólica " | [ 58 ]                      |
| 1936 | William Arthur Bone                           | “Por seu trabalho pioneiro em catálise de contato e suas pesquisas sobre o mecanismo de combustão de Hidrocarboneto e sobre a natureza das chamas e sobre explosões gasosas” | [ 59 ]                      |
| 1937 | Hans Fischer                                  | "Em reconhecimento ao seu trabalho sobre a química das Porfirinas, em particular a sua determinação da sua estrutura detalhada por degradação e a sua síntese de porfirinas de importância biológica" | [ 60 ]                      |
| 1938 | George Barger                                 | "Em reconhecimento às suas pesquisas ilustres sobre Alcaloide e outros produtos naturais" | [ 61 ]                      |
| 1939 | James William McBain                          | “Por ter aberto o estudo dos eletrólitos coloidais , fornecido os elementos da teoria norteadora e desenvolvido o assunto” | [ 62 ]                      |
| 1940 | Harold Clayton Urey                           | "Por seu isolamento do Deutério, o Isótopo pesado do Hidrogénio, e por seu trabalho neste e em outros isótopos, seguindo o curso detalhado das reações químicas" | [ 63 ]                      |
| 1941 | Henry Drysdale Dakin                          | “Por ter aberto o estudo dos eletrólitos coloidais, fornecido os elementos da teoria norteadora e desenvolvido o assunto” | [ 64 ]                      |
| 1942 | Cyril Norman Hinshelwood                      | "Por seu isolamento de deutério, o isótopo de hidrogênio pesado, e por seu trabalho neste e em outros isótopos, seguindo o curso detalhado de reações químicas " | [ 65 ]                      |
| 1943 | Ian Heilbron                                  | "Em reconhecimento às suas muitas contribuições notáveis para a química orgânica, especialmente para a química de produtos naturais de importância fisiológica" | [ 66 ]                      |
| 1944 | Robert Robertson                              | '' Em reconhecimento às suas pesquisas sobre explosivos, métodos analíticos, a estrutura interna do Diamante e espectros de absorção no Infravermelho " | [ 67 ]                      |
| 1945 | Robert Adams                                  | "Em reconhecimento às suas extensas pesquisas no campo da química orgânica e ao seu recente trabalho no campo dos alcalóides" | [ 68 ]                      |
| 1946 | Christopher Kelk Ingold                       | "Em reconhecimento ao seu trabalho ilustre na aplicação de métodos físicos a problemas de química orgânica" | [ 69 ]                      |
| 1947 | Linus Pauling                                 | "Em reconhecimento às suas contribuições distintas para a teoria da valência e para a aplicação teórica a sistemas de importância biológica" | [ 70 ]                      |
| 1948 | Edmund Hirst                                  | “Em reconhecimento ao seu notável trabalho na determinação da estrutura de açúcares, amidos, gomas vegetais e principalmente da Vitamina C” | [ 71 ]                      |
| 1949 | Alexander Todd                                | '' Por seus estudos de síntese estrutural e realizações em orgânica e bioquímica, com referência especial às vitaminas B1 e E e aos Nucleosídeos de ocorrência natural " | [ 72 ]                      |
| 1950 | John Simonsen                                 | “Por suas destacadas pesquisas sobre a constituição de produtos naturais, em especial os hidrocarbonetos vegetais e seus derivados” | [ 73 ]                      |
| 1951 | Eric Rideal                                   | "Por suas contribuições distintas ao assunto da química de superfície" | [ 74 ]                      |
| 1952 | Alexander Robertson                           | "Em reconhecimento às suas pesquisas na química de produtos naturais, particularmente a ampla gama de glicosídeos, princípios amargos e matérias corantes contendo átomos de oxigênio Heterocíclicos" | [ 75 ]                      |
| 1953 | John Lennard-Jones                            | "Por seu distinto trabalho nas aplicações da Mecânica quântica à teoria da Valência (química) e à análise da estrutura íntima de compostos decimais" | [ 76 ]                      |
| 1954 | James Wilfred Cook                            | "Por suas distintas investigações fundamentais em Química orgânica" | [ 77 ]                      |
| 1955 | Harry Work Melville                           | "Em reconhecimento ao seu trabalho distinto em Físico-química e em reações de Polímero" | [ 78 ]                      |
| 1956 | Robert Downs Haworth                          | "Em reconhecimento às suas contribuições distintas para a química de produtos naturais, particularmente aqueles que contêm sistemas heterocíclicos" | [ 79 ]                      |
| 1957 | Kathleen Lonsdale                             | "Em reconhecimento aos seus estudos ilustres na estrutura e crescimento de cristais" | [ 80 ] [ 81 ] [ 82 ] [ 83 ] |
| 1958 | Ronald Norrish                                | "Em reconhecimento ao seu trabalho ilustre na Cinética química , especialmente na Fotoquímica" | [ 84 ]                      |
| 1959 | Robert Burns Woodward                         | "Em reconhecimento por suas pesquisas ilustres em química orgânica e, particularmente, por suas contribuições para a estrutura e síntese de produtos naturais" | [ 85 ]                      |
| 1960 | John Monteath Robertson                       | "Em reconhecimento ao seu notável trabalho pioneiro na análise da estrutura cristalina, especialmente de compostos orgânicos" | [ 86 ]                      |
| 1961 | Derek Barton                                  | "Em reconhecimento às suas distintas pesquisas em química orgânica, particularmente na estrutura e estereoquímica de produtos naturais das séries de Terpenos e Esteroides; e a análise da conformação de estruturas cíclicas" | [ 87 ]                      |
| 1962 | Harry Julius Emeleus                          | "Em reconhecimento às suas distintas pesquisas em química inorgânica e à descoberta e análise de uma ampla gama de novos compostos" | [ 88 ]                      |
| 1963 | Edmund John Bowen                             | "Em reconhecimento ao seu distinto trabalho na elucidação das reações fotoquímicas e pelo seu estudo da Fluorescência e da Fosforescência em relação aos processos moleculares em questão" | [ 89 ]                      |
| 1964 | Melvin Calvin                                 | "Em reconhecimento ao seu trabalho pioneiro em química e biologia, particularmente sua elucidação da via fotossintética para a incorporação de Dióxido de carbono pelas plantas" | [ 90 ]                      |
| 1965 | Harold Warris Thompson                        | "Em reconhecimento às suas contribuições distintas para a Espectroscopia de infravermelho e sua aplicação a problemas químicos" | [ 91 ]                      |
| 1966 | Ewart Jones                                   | "Em reconhecimento às suas contribuições distintas para a química orgânica sintética e para a elucidação das estruturas dos produtos naturais" | [ 92 ]                      |
| 1967 | Vladimir Prelog                               | "Em reconhecimento às suas contribuições distintas para a química orgânica sintética e para a elucidação das estruturas dos produtos naturais" | [ 93 ]                      |
| 1968 | John Cornforth e George Joseph Popjak         | "Em reconhecimento ao seu trabalho conjunto distinto na elucidação da via biossintética para Poliisoprenoides e esteróides" | [ 94 ]                      |
| 1969 | Frederick Sydney Dainton                      | "Em reconhecimento ao seu distinto trabalho sobre os mecanismos das reações químicas" | [ 95 ]                      |
| 1970 | Charles Coulson                               | "Em reconhecimento ao seu trabalho ilustre em química teórica" | [ 96 ]                      |
| 1971 | George Porter                                 | "Em reconhecimento às suas contribuições distintas para a nossa compreensão das reações químicas" | [ 97 ]                      |
| 1972 | Arthur John Birch                             | "Em reconhecimento aos seus distintos estudos biossintéticos de produtos orgânicos naturais e ao seu desenvolvimento de novos reagentes para processos de redução" | [ 98 ]                      |
| 1973 | John Stuart Anderson                          | "Em reconhecimento às suas contribuições distintas para a química, especialmente na investigação estrutural de superfícies imperfeitas e materiais não Estequiométricos" | [ 99 ]                      |
| 1974 | James Baddiley                                | "Em reconhecimento às suas pesquisas ilustres sobre a Coenzima A e estudos dos constituintes das paredes celulares bacterianas" | [ 100 ]                     |
| 1975 | Theodore Morris Sugden                        | "Em reconhecimento às suas contribuições distintas para a físico-química, incluindo particularmente as reações que ocorrem nas chamas" | [ 101 ]                     |
| 1976 | Rex Edward Richards                           | "Em reconhecimento às suas contribuições notáveis para a espectroscopia de ressonância magnética nuclear e sua aplicação a problemas químicos e biológicos" | [ 102 ]                     |
| 1977 | Alan Battersby                                | "Em reconhecimento às suas contribuições proeminentes e internacionalmente reconhecidas para a biossíntese - seu meticuloso e lógico desvendar das complexas vias pelas quais alcalóides e porfirinas são elaborados in vivo" | [ 103 ]                     |
| 1978 | Albert Eschenmoser                            | "Em reconhecimento às suas contribuições distintas para a química orgânica sintética moderna, bem ilustrado por sua síntese total impressionante de Vitamina B12" | [ 104 ]                     |
| 1979 | Joseph Chatt                                  | "Em reconhecimento às suas contribuições distintas para a química do metal de transição e a compreensão da catálise envolvendo moléculas de ligação, como Olefinas ou Dinitrogênio" | [ 105 ]                     |
| 1980 | Alan Woodworth Johnson                        | "Em reconhecimento por suas contribuições distintas para a química de produtos naturais, incluindo porfirinas de vitamina B12, fatores de germinação de plantas e hormônios eFeromônios de insetos" | [ 106 ]                     |
| 1981 | Ralph Alexander Raphael                       | "Em reconhecimento por suas contribuições distintas para a síntese orgânica e, em particular, suas aplicações engenhosas de intermediários acetilênicos" | [ 107 ]                     |
| 1982 | Michael James Steuart Dewar                   | "Em reconhecimento aos seus estudos distintos dos mecanismos de uma ampla gama de reações químicas baseadas em cálculos mecânicos de ondas semi-empíricas" | [ 108 ]                     |
| 1983 | Duilio Arigoni                                | "Em reconhecimento à sua distinta criatividade nas áreas de Biossíntese e Estereoquímica bioorgânica" | [ 109 ]                     |
| 1984 | Samuel Edwards                                | "Em reconhecimento às suas contribuições distintas para a base teórica dos aspectos termodinâmicos da química dos Polímeros" | [ 110 ]                     |
| 1985 | Jack Lewis                                    | "Por seu excelente trabalho na estrutura e reatividade de compostos de aglomerados de metal, incluindo trabalho pioneiro em derivados de carbido e hidrido e moléculas orgânicas doadoras de pi" | [ 111 ]                     |
| 1986 | Alexander George Ogston                       | "Em reconhecimento de sua proposta seminal inicial das maneiras como as enzimas lidam de forma assimétrica com substratos simétricos e sua análise quantitativa posterior das interações de macromoléculas que elucidaram os efeitos de exclusão de polímero" | [ 112 ]                     |
| 1987 | Alec John Jeffreys                            | "Em reconhecimento às suas contribuições para a química do DNA humano - em particular a descoberta e exploração de satélites hipervariáveis no genoma humano" | [ 113 ]                     |
| 1988 | John Pople                                    | "Em reconhecimento por suas amplas contribuições para a química teórica, especialmente seu desenvolvimento e aplicação de técnicas para o cálculo de funções e propriedades de ondas moleculares" | [ 114 ]                     |
| 1989 | Francis Gordon Albert Stone                   | "Em reconhecimento às suas muitas contribuições distintas para a química organometálica, incluindo a descoberta de que as espécies contendo carbono-metal de ligações múltiplas de metal-metal são reagentes versáteis para a síntese de compostos de cluster com ligações entre diferentes elementos de transição"                                                                | [ 115 ]                     |
| 1990 | Keith Usherwood Ingold                        | "Por ser pioneiro no estudo quantitativo de reações de radicais livres em solução, em vidros e em organismos vivos, particularmente usando ressonância magnética de elétrons" | [ 116 ]                     |
| 1991 | Jeremy Randall Knowles                        | "Em reconhecimento às suas contribuições para a química mecanística integrada com a Enzimologia, particularmente a aplicação de métodos químicos para resolver problemas biológicos fundamentais de reconhecimento e Catálise" | [ 117 ]                     |
| 1992 | Alan Carrington                               | "Distingue-se pela determinação e caracterização dos espectros moleculares de espécies transitórias" | [ 116 ]                     |
| 1993 | Jack Baldwin                                  | "Distinguido por suas contribuições para a química bio-orgânica, em particular para uma compreensão da biossíntese de anticorpos beta-lactâmicos" | [ 118 ]                     |
| 1994 | John Meurig Thomas                            | "Por seus estudos pioneiros da química do estado sólido e pelos grandes avanços que fez no projeto de novos materiais para catálise heterogênea" | [ 119 ]                     |
| 1995 | Malcolm Green                                 | "Em reconhecimento à sua contribuição para a química organometálica com aplicação particular às reações catalíticas" | —                           |
| 1996 | Geoffrey Wilkinson                            | "Em reconhecimento por sua contribuição para a química de metais de organotransição e o desenvolvimento da catálise homogênea e seu trabalho sobre hidroformilação" | [ 120 ]                     |
| 1997 | Jean-Marie Lehn                               | "Em reconhecimento ao seu trabalho em química supramolecular, em moléculas de automontagem e em dispositivos químicos" | —                           |
| 1998 | Alan Fersht                                   | "Em reconhecimento por seu trabalho pioneiro na análise de proteínas, combinando os métodos e ideias da química físico-orgânica com os da engenharia de proteínas, iluminando assim processos como catálise enzimática, dobramento de proteínas, interações proteína-proteína e essas interações macromoléculas em geral que são dominados pela química da ligação não covalente " | [ 121 ]                     |
| 1999 | Malcolm Harold Chisholm                       | "Em reconhecimento ao seu trabalho de liderança em química inorgânica, particularmente seu grande impacto na química de metais de transição e sua pesquisa pioneira sobre o dimolibdêbio triplamente ligado a metal-metal e dialquilamidas de ditungstênio, alcóxidos e alquilos, e pelo uso desses compostos outras sínteses importantes "                                        | [ 122 ]                     |
| 2000 | Steven Ley                                    | "Em reconhecimento à sua invenção de novos métodos sintéticos aplicados à síntese de produtos naturais complexos, incluindo os de insetos, microrganismos e plantas. Entre seus sucessos mais notáveis estão a síntese de avermectina, b1a, tetronasina, milbermicina e indanomicina também como seu importante desenvolvimento de sínteses curtas e práticas de oligossacarídeo " | [ 123 ]                     |
| 2001 | Alastair Ian Scott                            | "Por suas contribuições pioneiras para a compreensão das vias biossintéticas e, em particular, por seu trabalho com a vitamina B12 . Ele é um líder mundial em sua área e o impacto de suas descobertas provavelmente terá um efeito significativo na forma como a química de produtos naturais progride no futuro "                                                               | —                           |
| 2002 | Neil Bartlett                                 | "Por sua pesquisa explorando os limites de oxidação mais altos dos elementos menos oxidáveis, principalmente usando farinha elementar. [Sic] Ele expôs a nova química dos gases nobres e novos procedimentos para atingir altos limites de estado de oxidação entre os elementos da tabela periódica"                                                                              | [ 124 ]                     |
| 2003 | Roger Parsons                                 | “Por sua destacada carreira em eletroquímica. [Sic] Ele desenvolveu o método de preparar, pela primeira vez, superfícies metálicas limpas e bem definidas e colocá-las em contato com o eletrólito sem contaminação”. | [ 125 ]                     |
| 2004 | Takeshi Oka                                   | "Por suas muitas e variadas contribuições à espectroscopia molecular e suas aplicações, particularmente à Astronomia" | [ 126 ]                     |
| 2005 | Chris Dobson                                  | "Por seu trabalho na aplicação de nmr e outros métodos estruturais para estudar o dobramento e o dobramento incorreto de proteínas, especialmente a formação de fibrilas amiloides, levando a novos insights sobre a estrutura e dobramento de proteínas" | [ 127 ]                     |
| 2006 | Martin Pope                                   | "Por seu trabalho pioneiro no campo de semicondutores moleculares, que agora se tornou uma grande e importante área da ciência e tecnologia de semicondutores" | [ 128 ]                     |
| 2007 | John Simons                                   | "Por suas muitas contribuições experimentais inovadoras para uma ampla área da física química, incluindo dinâmica de reação molecular, espectroscopia molecular e, mais recentemente, química biofísica" | —                           |
| 2008 | James Fraser Stoddart                         | "Por suas contribuições em tecnologia molecular" | —                           |
| 2009 | Jeremy Sanders                                | "Por suas contribuições pioneiras em vários campos, mais recentemente no campo da química combinatória dinâmica na vanguarda da química supramolecular" | -                           |
| 2010 | Carol Robinson                                | "Por seu uso inovador e inovador de espectrometria de massa para a caracterização de grandes complexos de proteínas." | [ 129 ]                     |
| 2011 | Ahmed Zewail                                  | "Por suas contribuições seminais para o estudo de reações ultrarrápidas e a compreensão dos estados de transição em química e para a microscopia eletrônica dinâmica." | [ 130 ]                     |
| 2012 | Fraser Armstrong                              | "Por seu pioneirismo na eletroquímica de filme de proteína, permitindo um controle termodinâmico e cinético requintado de enzimas redox, exemplificadas pelas hidrogenases, chave em tecnologia de energia." | [ 131 ]                     |
| 2013 | Graham Hutchings                              | "pela descoberta da catálise pelo ouro e por suas contribuições seminais para este novo campo da química" | [ 132 ]                     |
| 2014 | Clare Grey                                    | "para novas aplicações pioneiras de ressonância magnética nuclear de estado sólido em materiais relevantes para a energia e o meio ambiente" | [ 133 ]                     |
| 2015 | Gideon Davies                                 | "por seu trabalho na determinação da química da reação de transformações de carboidratos catalisadas por enzimas" | [ 134 ]                     |
| 2016 | Stephen Mann                                  | "pelas contribuições distintas para a química da bio-mineralização e pelo pioneirismo na síntese bioinspirada e na automontagem de nanoestrutura funcionais e objetos híbridos em nanoescala" | [ 134 ]                     |
| 2017 | Matthew Rosseinsky                            | “Seus avanços no desenho e descoberta de materiais funcionais, integrando o desenvolvimento de novas técnicas experimentais e computacionais” | [ 135 ]                     |
| 2018 | John Adrian Pyle                              | "liderança pioneira na compreensão da destruição da camada de ozônio global por halocarbonos, particularmente o acoplamento entre química, radiação e dinâmica, e a vulnerabilidade especial do ozônio ártico" |                             |
| 2019 | Varinder Aggarwal                             | "por seus métodos inovadores de acoplamento de ésteres borônicos, criando arquiteturas 3-D com controle total sobre a forma e a funcionalidade com uma ampla gama de aplicações nas ciências" |                             |
| 2020 | Benjamin Guy Davis                            | "por inventar métodos químicos poderosos que manipulam diretamente moléculas biológicas complexas, permitindo a elucidação e o controle da função e do mecanismo biológica in vitro e in vivo, além dos limites da genética" |                             |
| 2021 | Malcolm Levitt                                | "por suas contribuições para a teoria e metodologia da ressonância magnética nuclear, incluindo pulsos compostos, re-acoplamento baseado em simetria, estados de spin nuclear de longa duração e o estudo de endofulerenos por espectroscopias eletromagnéticas e espalhamento de nêutrons"                                                                                        |                             |